# San Antonio de las Alazanas
San Antonio de las Alazanas é uma área localizada no município de Arteaga, no sudeste do estado de Coahuila , no México . Ela está localizada na cordilheira de Sierra Madre Oriental a uma altura de 2,180 m (7,150 ft) acima do nível do mar.
Esta cidade é famosa por suas plantações de maçã e marmelo, com essas frutas os moradores preparam licores de frutas, geléias, doces e outros produtos.
Situa-se num vale rodeado por enormes montanhas repletas de pinheiros e possui um clima ameno que o torna o local ideal para o turismo. Perto de San Antonio de las Alazanas você pode encontrar Monterreal e Mesa de las Tablas. Outras atrações turísticas são o Museu da Múmia e a tradicional Feira da Maçã, celebrada todo mês de setembro.
Uma inscrição maia decodificada por cientistas do Projeto Éden indica que San Antonio de las Alazanas é o lugar mais seguro do planeta capaz de resistir a qualquer desastre natural que ocorrerá durante o apocalipse de 2012 .